# اتحاد أصحاب العمل الدوليين
اتحاد أصحاب العمل الدوليين (المعروف سابقا باسم اتحاد أصحاب العمل الأوروبي) أسس في عام 1988 بدعم المفوضية الأوروبية. يعمل اليوم بشكل مستقل ويدعي أنه المنظمة الرائدة لأصحاب العمل متعددي الجنسيات. 
تهدف الأهداف الرئيسية للاتحاد إلى مساعدة الشركات في تحقيق الامتثال القانوني والعمل بشكل أكثر فعالية على المستوى الدولي وتحسين قدرات الموارد البشرية عبر الحدود والتواصل مع المسؤولين التنفيذيين الدوليين الآخرين وتطوير هياكل الأجور العادلة والعملية وتقييم أساليب واتجاهات التوظيف الجديدة ومراقبة مشاركة الموظفين وأنشطة النقابات وتبني التنوع في قوى العمل.

## التاريخ
تأسست المنظمة في عام 1988 بوصفها اتحاد أصحاب العمل الأوروبي من قبل الأمين العام الحالي روبن إي جي تشاتر بهدف مساعدة محترفي الموارد البشرية العاملين في أوروبا.
يقع المقر الرئيسي في لندن عاصمة المملكة المتحدة ولكن نظرا لتصويت الخروج من الاتحاد الأوروبي في عام 2016 قامت المنظمة بتغيير مقر عملياتها إلى نيقوسيا بقبرص وهونغ كونغ كونها منظمة عالمية. وفي تطور آخر في عام 2014 أصبح الاتحاد الراعي الرئيسي لمجتمع جديد للتواصل التجاري يسمى butN. يتيح نظام butN للمسافرين التجاريين التواصل والاجتماع وجها لوجه.
يعمل الاتحاد في 70 دولة. لا يقدم أي معلومات حول عدد أعضائه الحاليين. يضم الاتحاد خمسة وخمسين موظفا بما في ذلك المؤسس والأمين العام روبن تشاتر. لديه 175 متابعا على لينكد إن.

## أعمال الاتحاد
بالإضافة إلى توفير المعلومات القانونية والموارد البشرية والتحديثات والمشورة يقدم الاتحاد دبلوما متقدما لمدة عام واحد في قانون التوظيف المتعدد الجنسيات الذي يمنح حامله الحق في استخدام تصميم "مجلس الموارد البشرية" بعد اسمه (محمي بعلامة تجارية دولية).
تشمل مجالات التغيير التي يراقبها الاتحاد: تطور النقابات (التغيرات في الهيكل وعضوية النقابات والحملات والاحتجاجات وأنشطة الإضراب) وتطور وعمل المجالس العملية واتجاهات الأجور والفوائد والعناصر الجديدة في الاتفاقيات الجماعية والتعويض وقواعد حوكمة الشركات والأخلاق الشركاتية وضريبة الدخل والصحة والسلامة وساعات العمل والإجازات والخصوصية في العمل وتوظيف الموظفين وتصاريح العمل والإقامة والتقاعد والضمان الاجتماعي وخطط المشاركة المالية ونقل الأعمال وإنهاء عقود العمل والتمييز وتكافؤ الفرص.
بصفته منظمة أصحاب العمل يعمل الاتحاد أيضا كمركز فكر في مجموعة واسعة من المجالات المتعلقة بالتوظيف.